# Женска фудбалска репрезентација Чешке
Женска фудбалска репрезентација Чешке (чеш. Česká ženská fotbalová reprezentace) је национални фудбалски тим који представља Чешку на међународним такмичењима и под контролом је Фудбалског савеза Чешке (чеш. Fotbalová asociace České republiky), владајућег тела за фудбал у Чешкој.
Женска репрезентација Чешке се још није такмичила на Светском првенству за жене, Европском првенству у фудбалу за жене или Олимпијским играма. У годинама 1997, 2001, 2005, 2009. и 2021. играла је плеј-оф за промоцију у ЕП. Један од резултата у историји је шесто место на турниру Купа Кипра 2015. године. На Универзијади 2015. чешки тим је заузео осмо место. Од 18. децембра 2020. године тим се налази на 27. месту на ФИФА ранг листи.
Селекција Чешке још није успела да се пласира на неки велики турнир. Ова репрезентација Чешке је наследник чехословачког тима, који је одиграо 28 утакмица између 1986. и 1992. године, али се никада није квалификовао за континентално или светско првенство. Репрезентација Чехословачке једина је одиграла утакмицу против женске репрезентације Источне Немачке.
У квалификацијама за Светско првенство 2011, тим се састао са Шведском, Белгијом, Велсом и Азербејџаном. Чеси су у групи заузели друго место иза Шведске.
У квалификацијама за Европско првенство 2013. Чешка се, између осталих, састала и са Аустријом, али је освојила само треће место са четири победе, једним ремијем и три пораза, што значи да су пропустили плеј-оф за вицешампионе. Пресудан је био домаћи пораз од Аустрије од 2 : 3 16. јуна 2012. године, што је значило и први пораз од Аустрије.
Чешка је била на 19. месту на ФИФА светској ранг листи од септембра 2006. до децембра 2007, али је потом пала на 27. у априлу 2021.

## Достигнућа
Утакмице и голови од 9. јул 2022.
Играчи чија су имена означена подебљаним словима су и даље активни, барем на клупском нивоу.
| #  | Име               | Период    | Утакмица |
| -- | ----------------- | --------- | -------- |
| 1  | Луси Мартинкова   | 2003–     | 117      |
| 2  | Петра Бертолдова  | 2002–     | 108      |
| 3  | Клара Цахинова    | 2011–     | 83       |
| 4  | Петра Виштејнова  | 2008–     | 82       |
| 5  | Ирена Мартинкова  | 2003–2022 | 76       |
| 6  | Ева Шмералова     | 1993–2008 | 75       |
| 7  | Луси Воњкова      | 2009–2021 | 72       |
| 8  | Ева Бартоњова     | 2010–     | 68       |
| 9  | Габриела Члумецка | 1993–2007 | 66       |
| 10 | Катержина Дошкова | 1999–2010 | 66       |

| #  | Име                | Период    | Голова |
| -- | ------------------ | --------- | ------ |
| 1  | Габриела Члумецка  | 1993–2007 | 52     |
| 2  | Луси Мартинкова    | 2003–     | 25     |
| 3  | Павлина Шчасна     | 1998–2008 | 24     |
| 4  | Луси Воњкова       | 2009–2021 | 22     |
| 5  | Катержина Свиткова | 2014–     | 21     |
| 6  | Ивета Дудова       | 1994–2002 | 20     |
| 7  | Петра Дивишова     | 2007–2019 | 18     |
| 8  | Ева Шмералова      | 1993–2008 | 14     |
| 9  | Мартина Једличкова | 1993–2002 | 14     |
| 10 | Ирена Мартинкова   | 2003–2022 | 12     |

## Такмичарски рекорд

### Светско првенство за жене
| Светско првенство у фудбалу за жене − резултати | Светско првенство у фудбалу за жене − резултати | Светско првенство у фудбалу за жене − резултати | Светско првенство у фудбалу за жене − резултати | Светско првенство у фудбалу за жене − резултати | Светско првенство у фудбалу за жене − резултати | Светско првенство у фудбалу за жене − резултати | Светско првенство у фудбалу за жене − резултати | Светско првенство у фудбалу за жене − резултати |           | Квалификациони резултати | Квалификациони резултати | Квалификациони резултати | Квалификациони резултати | Квалификациони резултати | Квалификациони резултати | Квалификациони резултати |
| Година                                          | Резултат                                        | Ута                                             | Поб                                             | Нер*                                            | Изг                                             | ГД                                              | ГП                                              | ГР                                              | Ута       | Поб                      | Нер*                     | Изг                      | ГД                       | ГП                       | ГР                       |                          |
| као Чехословачка                                |                                                 |                                                 |                                                 |                                                 |                                                 |                                                 |                                                 |                                                 |           |                          |                          |                          |                          |                          |                          |                          |
| 1991                                            | Нису се квалификовале                           | Нису се квалификовале                           | Нису се квалификовале                           | Нису се квалификовале                           | Нису се квалификовале                           | Нису се квалификовале                           | Нису се квалификовале                           | Нису се квалификовале                           | УЕФА 1991 | УЕФА 1991                | УЕФА 1991                | УЕФА 1991                | УЕФА 1991                | УЕФА 1991                | УЕФА 1991                |                          |
| као Чешка                                       |                                                 |                                                 |                                                 |                                                 |                                                 |                                                 |                                                 |                                                 |           |                          |                          |                          |                          |                          |                          |                          |
| 1995                                            | Нису се квалификовале                           | Нису се квалификовале                           | Нису се квалификовале                           | Нису се квалификовале                           | Нису се квалификовале                           | Нису се квалификовале                           | Нису се квалификовале                           | Нису се квалификовале                           | УЕФА 1995 | УЕФА 1995                | УЕФА 1995                | УЕФА 1995                | УЕФА 1995                | УЕФА 1995                | УЕФА 1995                |                          |
| 1999                                            | Нису се квалификовале                           | Нису се квалификовале                           | Нису се квалификовале                           | Нису се квалификовале                           | Нису се квалификовале                           | Нису се квалификовале                           | Нису се квалификовале                           | Нису се квалификовале                           | 6         | 4                        | 2                        | 0                        | 37                       | 2                        | +35                      |                          |
| 2003                                            | Нису се квалификовале                           | Нису се квалификовале                           | Нису се квалификовале                           | Нису се квалификовале                           | Нису се квалификовале                           | Нису се квалификовале                           | Нису се квалификовале                           | Нису се квалификовале                           | 6         | 0                        | 0                        | 6                        | 6                        | 23                       | -17                      |                          |
| 2007                                            | Нису се квалификовале                           | Нису се квалификовале                           | Нису се квалификовале                           | Нису се квалификовале                           | Нису се квалификовале                           | Нису се квалификовале                           | Нису се квалификовале                           | Нису се квалификовале                           | 8         | 5                        | 1                        | 2                        | 20                       | 8                        | +12                      |                          |
| 2011                                            | Нису се квалификовале                           | Нису се квалификовале                           | Нису се квалификовале                           | Нису се квалификовале                           | Нису се квалификовале                           | Нису се квалификовале                           | Нису се квалификовале                           | Нису се квалификовале                           | 8         | 4                        | 1                        | 3                        | 19                       | 6                        | +13                      |                          |
| 2015                                            | Нису се квалификовале                           | Нису се квалификовале                           | Нису се квалификовале                           | Нису се квалификовале                           | Нису се квалификовале                           | Нису се квалификовале                           | Нису се квалификовале                           | Нису се квалификовале                           | 10        | 4                        | 2                        | 4                        | 21                       | 18                       | +3                       |                          |
| 2019                                            | Нису се квалификовале                           | Нису се квалификовале                           | Нису се квалификовале                           | Нису се квалификовале                           | Нису се квалификовале                           | Нису се квалификовале                           | Нису се квалификовале                           | Нису се квалификовале                           | 8         | 4                        | 2                        | 2                        | 20                       | 8                        | +12                      |                          |
| 2023                                            | Нису се квалификовале                           | Нису се квалификовале                           | Нису се квалификовале                           | Нису се квалификовале                           | Нису се квалификовале                           | Нису се квалификовале                           | Нису се квалификовале                           | Нису се квалификовале                           | У току    | У току                   | У току                   | У току                   | У току                   | У току                   | У току                   |                          |
| Укупно                                          | -                                               | -                                               | -                                               | -                                               | -                                               | -                                               | -                                               | -                                               | 46        | 21                       | 8                        | 17                       | 123                      | 65                       | +58                      |                          |

*Жребови укључују утакмице где је одлука пала извођењем једанаестераца.

### Европско првенство у фудбалу за жене
| Европско првенство у фудбалу за жене − резултати | Европско првенство у фудбалу за жене − резултати | Европско првенство у фудбалу за жене − резултати | Европско првенство у фудбалу за жене − резултати | Европско првенство у фудбалу за жене − резултати | Европско првенство у фудбалу за жене − резултати | Европско првенство у фудбалу за жене − резултати | Европско првенство у фудбалу за жене − резултати |                  | Квалификациони резултати | Квалификациони резултати | Квалификациони резултати | Квалификациони резултати | Квалификациони резултати | Квалификациони резултати |
| Година                                           | Рез                                              | Ута                                              | Поб                                              | Нер*                                             | Изг                                              | ГД                                               | ГП                                               | Ута              | Поб                      | Нер*                     | Изг                      | ГД                       | ГП                       |                          |
| као Чехословачка                                 |                                                  |                                                  |                                                  |                                                  |                                                  |                                                  |                                                  |                  |                          |                          |                          |                          |                          |                          |
| 1984                                             | Нису учествовале                                 | Нису учествовале                                 | Нису учествовале                                 | Нису учествовале                                 | Нису учествовале                                 | Нису учествовале                                 | Нису учествовале                                 | Нису учествовале | Нису учествовале         | Нису учествовале         | Нису учествовале         | Нису учествовале         | Нису учествовале         |                          |
| 1987                                             | Нису учествовале                                 | Нису учествовале                                 | Нису учествовале                                 | Нису учествовале                                 | Нису учествовале                                 | Нису учествовале                                 | Нису учествовале                                 | Нису учествовале | Нису учествовале         | Нису учествовале         | Нису учествовале         | Нису учествовале         | Нису учествовале         |                          |
| 1989                                             | Нису се квалификовале                            | Нису се квалификовале                            | Нису се квалификовале                            | Нису се квалификовале                            | Нису се квалификовале                            | Нису се квалификовале                            | Нису се квалификовале                            | 10               | 4                        | 5                        | 1                        | 11                       | 6                        |                          |
| 1991                                             | Нису се квалификовале                            | Нису се квалификовале                            | Нису се квалификовале                            | Нису се квалификовале                            | Нису се квалификовале                            | Нису се квалификовале                            | Нису се квалификовале                            | 6                | 3                        | 0                        | 3                        | 8                        | 10                       |                          |
| 1993                                             | Нису се квалификовале                            | Нису се квалификовале                            | Нису се квалификовале                            | Нису се квалификовале                            | Нису се квалификовале                            | Нису се квалификовале                            | Нису се квалификовале                            | 4                | 2                        | 1                        | 1                        | 7                        | 6                        |                          |
| као Чешка                                        |                                                  |                                                  |                                                  |                                                  |                                                  |                                                  |                                                  |                  |                          |                          |                          |                          |                          |                          |
| 1995                                             | Нису се квалификовале                            | Нису се квалификовале                            | Нису се квалификовале                            | Нису се квалификовале                            | Нису се квалификовале                            | Нису се квалификовале                            | Нису се квалификовале                            | 6                | 0                        | 3                        | 3                        | 5                        | 23                       |                          |
| 1997                                             | Нису се квалификовале                            | Нису се квалификовале                            | Нису се квалификовале                            | Нису се квалификовале                            | Нису се квалификовале                            | Нису се квалификовале                            | Нису се квалификовале                            | 8                | 6                        | 0                        | 2                        | 32                       | 7                        |                          |
| 2001                                             | Нису се квалификовале                            | Нису се квалификовале                            | Нису се квалификовале                            | Нису се квалификовале                            | Нису се квалификовале                            | Нису се квалификовале                            | Нису се квалификовале                            | 8                | 6                        | 1                        | 1                        | 22                       | 7                        |                          |
| 2005                                             | Нису се квалификовале                            | Нису се квалификовале                            | Нису се квалификовале                            | Нису се квалификовале                            | Нису се квалификовале                            | Нису се квалификовале                            | Нису се квалификовале                            | 10               | 4                        | 1                        | 5                        | 16                       | 20                       |                          |
| 2009                                             | Нису се квалификовале                            | Нису се квалификовале                            | Нису се квалификовале                            | Нису се квалификовале                            | Нису се квалификовале                            | Нису се квалификовале                            | Нису се квалификовале                            | 10               | 4                        | 2                        | 4                        | 19                       | 7                        |                          |
| 2013                                             | Нису се квалификовале                            | Нису се квалификовале                            | Нису се квалификовале                            | Нису се квалификовале                            | Нису се квалификовале                            | Нису се квалификовале                            | Нису се квалификовале                            | 8                | 4                        | 1                        | 3                        | 16                       | 9                        |                          |
| 2017                                             | Нису се квалификовале                            | Нису се квалификовале                            | Нису се квалификовале                            | Нису се квалификовале                            | Нису се квалификовале                            | Нису се квалификовале                            | Нису се квалификовале                            | 8                | 3                        | 1                        | 4                        | 13                       | 18                       |                          |
| 2022                                             | Нису се квалификовале                            | Нису се квалификовале                            | Нису се квалификовале                            | Нису се квалификовале                            | Нису се квалификовале                            | Нису се квалификовале                            | Нису се квалификовале                            | 10               | 5                        | 3                        | 2                        | 26                       | 11                       |                          |
| Укупно                                           | -                                                | -                                                | -                                                | -                                                | -                                                | -                                                | -                                                | 88               | 41                       | 18                       | 29                       | 175                      | 124                      |                          |

*Жребови укључују утакмице где је одлука пала извођењем једанаестераца.